# Mariah Carey
Mariah Carey (Huntington, New York, 1969. március 27. –) ötszörös Grammy-díjas amerikai pop- és R&B-énekesnő, az 1990-es és 2000-es évek egyik legsikeresebb előadója.
Első lemeze 1990-ben jelent meg a Columbia Recordsnál. Carey volt az első előadó, akinek első öt kislemeze mind vezette a Billboard Hot 100 slágerlistát; többi dala is nagy sikert ért el, és a Columbiához leszerződött legsikeresebb előadóvá tette. 1993-ban házasságot kötött a kiadó vezetőjével, Tommy Mottolával. Miután 1997-ben különváltak, Carey nagyobb alkotói szabadságot kapott, és dalaiba több hiphop- és R&B-elemet épített. A 2000-es évek elején kevesebb sikert aratott, mint korábban, de 2005-ben megjelent The Emancipation of Mimi stúdióalbumával ismét visszatért a slágerlisták élére. A Billboard magazin szerint ő az 1990-es évek legsikeresebb amerikai énekese, a 100 legsikeresebb előadót felsoroló Billboard-listán az 5. helyre került.

## A kezdetek
Patricia Hickey ír származású opera-énekesnő és Alfred Roy Carey afroamerikai és venezuelai származású repülőgépmérnök harmadik gyermekeként született a New York állambeli Huntingtonban, római katolikus családban. Bátyja Morgan, nővére, Alison. A család gyakran költözni kényszerült, mert a vegyes házasságok ellenzői kiközösítették őket és megnehezítették az életüket. Carey hároméves volt, amikor szülei elváltak, ezután az édesanyjával maradt, aki korán felfigyelt a tehetségére (miután Carey elénekelt egy részt olaszul Verdi Rigolettójából, amit anyja épp gyakorolt), és tanítani kezdte énekelni. Carey először általános iskolás korában énekelt közönség előtt, és középiskolásként már saját dalokat írt. A greenlawni Harborfields középiskolába járt, de gyakran hiányzott, mert népszerű volt demóénekesként a környék stúdióiban; osztálytársai emiatt Délibábnak becézték. Együtt dolgozott több zenésszel is, például Gavin Christopherrel és Ben Marguliesszel, akivel együtt írta demófelvételének számait. A középiskola után New Yorkba költözött, és részmunkaidőben dolgozott, valamint kozmetikus tanfolyamra járt. Végül Brenda K. Starr Puerto Ricó-i énekesnő háttérénekese lett.

## Karrier

### 1988–1992:  Saját elnevezésű debütáló album, Emotions és MTV Unplugged
1988-ban egy partin találkozott Tommy Mottolával, akinek Starr odaadta Carey demófelvételét. Mottola, miután távozott a partiról, a kocsijában hallgatta meg a felvételt, és annyira megtetszett neki, hogy visszament megkeresni Careyt, ő azonban már távozott. Mottola végül azonban megtalálta, és lemezszerződést ajánlott neki. Ez a Hamupipőke-történet része lett a hivatalos reklámkampánynak, mellyel igyekeztek befuttatni az énekesnőt.
1990-ben megjelent első, Mariah Carey című albumán Carey majdnem minden dal társszerzője volt, ahogy később is dalai nagy részét részben maga írta, de a kiadó itt még nem sok beleszólást engedett neki a fontos döntésekbe. Az énekesnő elégedetlen volt több olyan producerrel is, akit a Columbia kiadó vett fel, hogy eladhatóbbá tegyék az albumot, például Ric Wake-kel és Rhett Lawrence-szel, és első videóklipjei sem tetszettek neki. Az album megjelenését nagy reklámkampány kísérte, aminek segítségével felkerült a Billboard 200 első helyére, ahol több héten át maradt. Az albumról öt kislemez jelent meg, ebből az a négy, amit az Egyesült Államokban kiadtak, mind vezette a Billboard Hot 100 slágerlistát. Hazájában Carey már ezzel az albummal befutott, de nemzetközi sztárrá csak későbbi albumai tették. Carey két Grammy-díjat is elnyert.
Második, Emotions című albumát a Motown kiadó által fémjelzett hangzásvilág előtti tisztelgésnek szánta. Az albumon Walter Afanasieff-fel, valamint a C+C Music Factoryhoz tartozó Robert Clivillésszel és David B. Cole-lal dolgozott együtt. Az Emotions megjelenése (1991 végén) olyan gyorsan gyorsan követte az első albumét, hogy többen azt hitték, első kislemeze, az Emotions még az első albumról van. Az album nem aratott akkora sikert, mint az előző, és csak első kislemeze vezette a slágerlistát, ezzel azonban Carey rekordot döntött: a mai napig ő az egyetlen előadóművész, akinek első öt, az USA-ban megjelentetett kislemeze mind vezette a Billboard Hot 100 slágerlistát. Az Emotions albumnál Carey már több beleszólást kapott, és innentől már legtöbb dalának társproducere lehetett. Úgy nyilatkozta, ebben az albumban már több van belőle, mint az előzőben. Az elkövetkezendő évtől már más énekeseknek is írt dalokat, például Penny Fordnak és Daryl Hallnak.
Bár időnként fellépett, a lámpaláz megakadályozta abban, hogy nagyobb turnéra induljon. Emiatt pletykák keltek szárnyra, hogy nagy hangterjedelme nem valódi, csak a stúdióban hozzák létre. Első, nagy nyilvánosságot kapó fellépése az MTV Unplugged tévéműsor keretén belül volt 1992-ben; ekkor sikerült leküzdenie lámpalázát, és bizonyítania, hogy valóban képes énekelni. A siker önbizalmat adott neki. A koncerten hat dalát adta elő akusztikus változatban, valamint a The Jackson 5 nagy sikerét, az I’ll Be There-t, Trey Lorenz háttérénekessel duettként. A koncert olyan nagy sikert aratott, hogy megjelentették EP-n (ez Carey mindmáig egyetlen koncertalbuma), az I’ll Be There-t pedig, bár előre nem tervezték, megjelentették kislemezen, és ez lett Carey hatodik listavezető száma a Billboardon, egyben lemezszerződéshez juttatta Lorenzet, akinek első albumának Carey lett a társproducere. A koncert megjelent DVD-n is három videóklippel együtt, MTV Unplugged +3 címmel.

### 1993–1996: Music Box, Merry Christmas és Daydream
Carey és Tommy Mottola az első album készítése közben egymásba szerettek, és 1993-ban összeházasodtak. A még ebben az évben megjelentetett Music Box album készítése közben Kenneth „Babyface” Edmonds véleményét is kikérték. Az album Carey egyik legsikeresebb albuma lett, világszerte ebből kelt el a legtöbb, 32 millió példány. A Badfinger együttes Without You című számának feldolgozása meghozta a nemzetközi sikert az énekesnőnek; ez volt első listavezető száma az Egyesült Királyságban. Az album két másik kislemeze, a Dreamlover és a Hero az Egyesült Államokban lettek listavezetők. Az album megjelenését az USA-ban turné követte, a Music Box Tour.
1994-ben Carey és Luther Vandross duettet énekeltek, Lionel Richie és Diana Ross Endless Love című számának feldolgozását. Az év végén Carey megjelentette karácsonyi albumát, a Merry Christmast. Az albumon a hagyományos karácsonyi dalok és egy 60-as évekbeli sláger feldolgozása mellett új szerzemények is szerepeltek, köztük az All I Want for Christmas Is You, ami Japánban Carey legsikeresebb kislemeze lett, és azóta is minden karácsonyi időszakban gyakran játsszák a rádiók világszerte. Az album minden idők legsikeresebb karácsonyi albuma lett.
1995-ben a Columbia megjelentette Carey ötödik albumát, a Daydreamet, amin már hiphop és R&B hatások is érezhetőek voltak. Az első kislemez, a Fantasy egy remixében Ol’ Dirty Bastard rappelt. Carey azt nyilatkozta, hogy a Columbia negatívan reagált, amikor elmondta, milyen albumot tervez. „Mindenki azt mondta: Mi, megőrültél? Nagyon féltek változtatni a sikert hozó recepten.” Az Egyesült Államokban ebből az albumából kelt el a legtöbb, és a róla megjelent legtöbb kislemez is nagy sikert aratott: a Fantasy lett a második kislemez, ami a Billboard első helyén nyitott, és tizenkét hétig vezette a kanadai slágerlistát; a One Sweet Day (amit a Boyz II Men együttessel írt és énekelt) rekorddöntő tizenhat hetet töltött az amerikai slágerlista elején, az Always Be My Baby pedig, aminek társproducere Jermaine Dupri volt, a Billboard magazin írása szerint a rádiók által legtöbbet játszott szám volt 1996-ban. A Daydream hozta a karrierje alatt kapott legkedvezőbb kritikákat az énekesnőnek, a The New York Times 1995 egyik legjobb albumának nevezte. Az album megjelenését turné követte, a Daydream World Tour. Az album hat Grammy-jelölést kapott.
Carey és Mottola 1996-ban vált külön. Annak ellenére, hogy a házasságuk külsőleg boldognak tűnt, Carey később úgy nyilatkozott, hogy a házasságuk kicsit se volt boldog a valóságban úgy érezte magát, mint aki csapdába került. Carey később egy újságírónak azt nyilatkozta, hogy férje bezárta házukba, többször megütötte, érzelmileg is bántalmazta, feljelentés nem történt. Hivatalosan 1997-ben jelentették be, hogy elválnak, ezt végül 1998-ban érvényesítették. A válás után Carey felfogadott egy független publicistát, egy új ügyvédet és egy menedzsert. Ez idő tájt új előadókat (7 Mile, Allure) kezdett el támogatni, utóbbiaknak több dalt is szerzett tiszavirág-életű Crave Records lemezkiadóján keresztül.

### 1997–2000: Butterfly és Rainbow
Carey következő albuma Butterfly címmel jelent meg 1997-ben. A lemez első dala a Honey volt, melynek szövege és videója egy jóval szexibb, érzékibb irányt célzott meg, mint Mariah korábbi dalai vagy klipjei.
Az énekesnő úgy nyilatkozott, hogy a Butterfly egy olyan pontot jelöl az életében, mikor teljes egészébe a kezében tarthatta a kreatív irányítást a hangzást illetően. A művésznő a hiphop irányba kezdett elmozdulni, olyan producerekkel dolgozott együtt, mint Sean „P. Diddy” Combs vagy Missy Elliott. Hozzátette: „Nem gondolom, hogy túlságosan erősen eltértem volna attól, amit korábban csináltam. Nem őrültem meg, hogy azt gondoljam, na most akkor rapper lesz belőlem. Ez az album arról szólt, hogy végre azt csinálhattam, amit csak akartam.”
A kritikák alapvetően pozitívak voltak, a LAUNCHcast (ma Yahoo Music) azt írta: „[A Butterfly] különböző stílusokat feszeget”, zeneileg egy olyan lépés volt, amire a kritikusok úgy reagáltak, hogy „talán felbolygatja a konzervatív rajongókat”, de mindenképpen üdvözölték az új hangzást. A Los Angeles Times azt írta: „az album a legszemélyesebb, leginkább vallomásszerű album, amit az énekesnő valaha készített. A szégyenlős Carey talán már a múlté.”
Az album üzletileg is sikeres lett, a My All c. dalával (ami a 13. Billboard-listavezető slágere lett) pedig rekordot állított fel azzal, hogy ő érte el a legtöbb első helyezést női előadóként az Egyesült Államokban.
Az 1990-es évek végén Carey belevágott a Glitter c. film főszerepébe is, ezen felül a Men in Black és a How the Grinch Stole Christmas című filmekhez írt betétdalokat.
A Butterfly készítése alatt ismerkedett meg a New York Yankees baseballsztárjával, Derek Jeterrel, kapcsolatuk 1998-ban ért véget. Később mindketten a médiát okolták a szakításukért.
Még ebben az évben kiadta #1’s című válogatásalbumát, amire 13, az USA-ban első helyezést elért száma, valamint 4 vadonatúj dala került fel. Az újak között volt a Whitney Houstonnal készített When You Believe is, ami az Egyiptom hercege című rajzfilm betétdala volt. A dal 2000-ben Oscar-díjat nyert. Az album a várakozásokon felül fogyott világszerte, azonban voltak kritikusok, akik nagyon lehúzták Careyt. Az NME úgy vélekedett, hogy „[az énekesnő] olyan negédes, buta dalok készítője, mint a Hero, aminek az üzenete elég világos: ha kiüríted az agyad minden értelmes gondolattól, majd elkezded a szempilláidat rebesgetni, és elég erősen kívánod, akkor kedves bébik jönnek és méz fog folyni.”
1998-ban Mariah is részt vett a VH1 Divas Live koncertjén Shania Twain, Gloria Estefan, Celine Dion és Aretha Franklin társaságában. Ekkor már Careyt állítólagos primadonna-viselkedése miatt nagyon sokan dívaként könyvelték el. A következő évben az énekesnő Luis Miguel dél-amerikai énekessel kezdett járni.
Hetedik stúdióalbuma, a Rainbow 1999-ben látott napvilágot. Az album erős R&B és hiphop jegyeket viselt magán, sok dal producere Jimmy Jam és Terry Lewis volt. Az album első két kislemeze, a Heartbreaker (Jay-Z-vel) és a Thank God I Found You (Joe-val és a 98 Degrees-zel) szintén vezették a Billboard Hot 100-ot. Ezzel újabb rekordot állított fel: ő lett az egyetlen olyan előadó, aki az 1990-es évek minden évében első helyezést tudott produkálni. Az album másik kislemeze Phil Collins Against All Odds (Take a Look at Me Now) című dalának feldolgozás volt, ami, miután újra felvette az ír Westlife-fal, első helyezést ért el Nagy-Britanniában.
Az album fogadtatása alapvetően jó volt, a Sunday Herald Tribune úgy vélekedett, hogy „az album megkapó soul balladák és R&B kollaborációk egyvelege olyan nagyágyúkkal, mint Usher vagy Snoop Dogg. Az album egy letisztult pop-soul gyűjtemény.” A VIBE magazin hasonlóképpen vélekedett, azt írta: „Az énekesnő minden korlátot elsöpör, a Rainbow-val még több elismerést fog begyűjteni.”
A pozitív kritikák ellenére az album akkoriban Carey karrierjének legkevesebb példányszámban elkelt albuma lett, sokan úgy vélekedtek, hogy a számok túlságosan egyformára sikeredtek.
Amikor a dupla A-oldalas Crybaby/Can’t Take That Away című kislemeze az első lett, ami USA-ban nem került a Top 20-ba, Carey a Sonyt vádolta, hogy alulpromotálta az albumot. „A körülményeim a lemezkiadónál nem túl pozitívak. Nagyon sok negatív visszajelzést kapok bizonyos főnökeimtől” – írta a hivatalos oldalán.

### 2001–2004: Személyes és szakmai kudarcok, Glitter és Charmbracelet
Miután Mariah megkapta a Billboard „Az évtized művésze” díját és a Világzenei díjat „Az évtized legtöbb lemezt eladó női előadója” kategóriában, Carey otthagyta a Columbiát és a Virgin Recordsszal írt alá egy 80 millió dolláros szerződést. Carey többször kijelentette, hogy a Columbia őt pusztán árucikknek tekintette, és a Mottolától való válása is sok főnökét bőszítette. Néhány hónappal később, 2001 júliusában Carey fizikailag és mentálisan összeomlott. Többször hagyott üzeneteket a hivatalos honlapján arról panaszkodva, hogy túlhajtja magát, és a Luis Miguellel való kapcsolata is a végét járta. Egy évvel később egy interjúban úgy nyilatkozott erről az időszakról, hogy „olyan emberekkel voltam körülvéve, akik nem igazán ismertek engem, és személyes asszisztensem sem volt. Napokon keresztül csak interjúkat adtam, és 2 órákat aludtam jó esetben”.
Egyik MTV Total Request Live fellépése során váratlanul jégkrémet osztogatott a közönségnek és – ahogy később leírták – elkezdett sztriptízelni. Július végére kórházba került, a publicistája bejelentette, hogy Carey egy időre búcsút int a fellépéseknek.
A kritikusok lehúzták a Glittert, Carey félig önéletrajzi filmjét, az alkotás pénzügyi szempontból is megbukott. A filmhez készült albumot a ‘80-as évek zenéje inspirálta, és olyan előadók vettek rajta részt, mint Jimmy Jam, Terry Lewis és Rick James. Ez a hangzás Carey karrierjének legrosszabb toplistás eredményeit produkálta.
A St. Louis Post-Dispatch úgy vélte, hogy „az album totális bukás, egy hatalmas tévedés egy olyan karrierben, ami ha még időnként nem is volt kritikailag elismert, szinte töretlenül sikeres tudott maradni.” A Blender magazin azt írta: „Több éves pályafutása után a Carey védjegyének számító hang rádióbarát dorombolássá zsugorodik, és így szinte nem marad belőle semmi.” Az első kislemez, a Loverboy (feat. Cameo) a második helyre kúszott a Billboard Hot 100 listán, részben a kislemez olcsó árának köszönhetően, de az album további dalai nem lettek sikeresek.
A Columbia a Glitter bukása után kiadta az igen csekély helyezést elért Greatest Hits albumát. 2002 elején a Virgin 28 millióért kivásárolta Careyt, ami további negatív publicitást keltett. Később Mariah úgy nyilatkozott, hogy a Virginnél töltött időszak „teljes és totális stressz volt” […] A pillanat hevében döntöttem, ami a pénzre alapult és én soha nem szoktam döntéseket hozni a pénzre alapozva. Nagy lecke volt.”
Még ebben az évben aláírt egy 20 millió dolláros szerződést az Island Recordsszal és megalapította MonarC nevű lemezkiadóját is. Carey terheit az is súlyosbította, mikor apja – akivel igen kevés kapcsolata volt – meghalt rákban.
Egy elismerést nyert mellékszerep után a WiseGirls című filmben Carey kiadta következő albumát Charmbracelet címmel, ami állítása szerint „egy új időszak beköszöntét jelentette az életében”. A Charmbracelet eladási adatai mérsékeltek voltak, Carey hangját súlyos kritikák érték. A Boston Globe az albumot karrierje legrosszabbjának titulálta, „olyan albumnak, ami felfedi, hogy hangja már nem képes sem erős, sem finom hangokra”. A Rolling Stone azt írta, hogy „Careynek olyan dalokra van szüksége, melyek során kihasználhatja hangerejét és hangterjedelmét, amiről híres. A Charmbracelet olyan, akár egy vízfestéközön, ami végül egy barna tócsába torkollik”.
Az album egyetlen dala, ami fel tudott kerüli a listákra, a Through the Rain volt. A dal megbukott a poprádiókban, mivel ezek az adók már kevésbé voltak nyitottak olyan „öregedő” dívákra, mint Carey, Whitney Houston vagy Celine Dion.
Az I Know What You Want című Busta Rhymes-dal, amin Carey mint vendégszereplő vett részt, 2003 tavaszán jelent meg, sokkal jobb eredményeket ért el, és az amerikai lista top 5-jébe is sikerült bekerülnie. A Columbia később ezt felrakta a The Remixes című válogatásalbumra. Ez volt az első albuma, ami nem lett aranylemez.
Még ebben az évben elindult a Charmbracelet World Tour is, majd Careyt Chopard Diamond-díjjal tüntették ki, világszerte eladott 100 millió albumáért.
2004-ben az énekesnő Jadakiss U Make Me Wanna című dalában szerepelt, a dal a Billboard R&B/Hip-Hop lista top 10-ébe került.

### 2005–2007: The Emancipation of Mimi
2005-ben jelent meg Carey tizedik stúdióalbuma, a The Emancipation of Mimi, melyen olyan producerek működtek közre, mint a The Neptunes, Kanye West és Carey régi szerzőtársa, Jermaine Dupri. Carey szerint az album „nagyon bulizós lemez… olyasmi, mint kisminkelni magad és készülni a partira… olyan albumot akartam készíteni, ami ezt tükrözi.” A The Emancipation of Mimi 2005 egyik legsikeresebb albuma lett, az USA-ban az ebben az évben megjelent nagylemezek közül ebből kelt el a legtöbb. Carey Grammy-díjat kapott az albumért legjobb R&B-album kategóriában. Első kislemeze az It's Like That lett, ezt követte a We Belong Together című második kislemez, amely a legjobb női előadás és legjobb R&B-dal kategóriában nyerte el a díjat. A dal tizennégy hétig maradt az első helyen a Billboard Hot 100-on (Carey leghosszabb ideig tartó első helyezése a listán szóló előadóként), a harmadik kislemezzel, a Shake It Off megjelenése után pedig ő lett az egyetlen női előadó, aki egyszerre foglalta el a slágerlista első két helyét. Az album deluxe változatán szereplő, kislemezen is megjelent Don’t Forget About Us Carey tizenhetedik listavezető dala lett az USA-ban, ezzel holtversenybe került Elvis Presleyvel mint legtöbb listavezető dallal rendelkező szólóénekes a Billboard magazin új szabályai szerint (a magazin statisztikusa, Joel Whitburn a régi szabályok figyelembe vételével egy tizennyolcadikat is tulajdonít Presleynek (A The Beatlesnek húsz listavezető száma van, ők állnak az első helyen.) Carey kislemezei összesen hetvenhét hétig vezették a listát, ezzel megelőzi a The Beatlest (ötvenkilenc hét), és csak Presley előzte meg, hetvenkilenc héttel (beleszámítva mind a Rock 'n' Roll, mind a Hot 100 listákat). Az albumról a Get Your Number és a Say Somethin’ című kislemezek szintén sikeresek lettek.
2006 közepén kezdődött a The Adventures of Mimi turné, az énekesnő karrierjének legsikeresebb turnéja. Ugyanebben az évben csillagot kapott a Hollywood Walk of Fame-en,.

### 2008–2009: E=MC², Memoirs of an Imperfect Angel és Precious
Az Entertainment Tonight interjúja alapján már 2007 elején elkezdett dolgozni új albumán. Két héttel az E=MC² album megjelenése előtt, 2008. április 2-án a Touch My Body, az album első kislemeze Carey tizennyolcadik listavezető dala lett a Billboard Hot 100-on, ezzel megdöntötte Elvis Presley rekordját (a régi számítási mód szerint most kerültek holtversenybe). Careynél most már csak a The Beatlesnek van több listavezető kislemeze (20). Carey kislemezei összesen 79 hétig vezették a slágerlistát, Presley-éi 80 hétig. Carey a külföldi slágerlistákon is nagy sikert aratott, bár nem akkorát, mint hazájában. Eddig 2 listavezető dala volt az Egyesült Királyságban, kettő Ausztráliában és hat Kanadában. Japánban nem jutott a 2. helynél magasabbra.
2008. április 30-án Carey feleségül ment Nick Cannon színész/rapperhez a Bahama-szigeteki Windermere-szigeten lévő birtokán Carey megerősítette a házasságról keringő híreket.
Carey a Hero című dalt adta elő 2009. január 20-án, Barack Obama beiktatási ünnepségén. Július 7-én Trey Lorenzzel együtt az I'll Be There című The Jackson 5-feldolgozást adta elő a Michael Jackson emlékére rendezett ünnepségen a Los Angeles-i Staples Centerben.
Közreműködött The-Dream énekes-zeneszerző Love vs. Money című albumának második kislemezdalán, a My Love-on. The-Dream már 2009 elején beszélt a brit MTV-nek arról, hogy új albumon dolgozik Careyvel. Az énekesnő május 20-án a Twitteren jelentette be, hogy az album címe Memoirs of an Imperfect Angel lesz. Első kislemeze, az Obsessed a 11. helyen nyitott a Billboard Hot 100-on, ami a legjobb eredmény az 1998-ban megjelent My All óta. Már órákkal a dal megjelenése után elterjedt, hogy a dal Carey válasza Eminem rapper Bagpipes from Baghdad című dalára, melyben az énekesnő férjét, Nick Cannont gúnyolja. Az MTV megemlíti, hogy Carey utal zaklatója drogproblémáira az Obsessedben, Eminem pedig beszélt drogfüggéséről hatodik, Relapse című albumán. Eminem gyorsan megjelentette The Warning című dalát válaszként, ebben sértegeti Careyt és azzal fenyegeti, hogy közzéteszi az üzenetrögzítőn hagyott üzeneteit. Nick Cannon azt mondta, Eminem viselkedésének lesz még következménye. Az Obsessed a hetedik helyig ért el a Billboard Hot 100-on, ezzel ez lett Carey 40. dala ezen a listán. Ő a nyolcadik nő, akinek negyven Hot 100 kislemeze van, a legtöbbel, 76-tal Aretha Franklin rendelkezik. A második kislemez a Foreigner I Want to Know What Love Is című dalának feldolgozása, ami kisebb sikert aratott. Az album az Egyesült Államokban szeptember 29-én jelent meg, és az első héten 168 000 példány kelt el belőle, kevesebb, mint az előző albumból, de így is a Billboard 200 3. helyén nyitott. Október 5-én jelentette be egy New York-i fellépésen, hogy a harmadik kislemez a H.A.T.E.U. lesz. 2009 szilveszterén a Madison Square Gardenben lépett fel, ezzel kezdte meg új turnéját, az Angels Advocate Tourt. 2010 elején bejelentette, hogy március 30-án remixalbumot jelentet meg Angels Advocate címmel. Az albumon a Memoirs dalainak remixelt és duettváltozatai szerepeltek volna, vendégelőadókkal. Egy másik remixalbum, a MC vs JS megjelentetését is tervezte, ezen gyors tempójú remixek, melyeket a Jump Smokers készít. Pár nappal a tervezett megjelenés előtt azonban Mariah menedzsere, Chris Lighty bejelentette, hogy a remixalbumok nem fognak megjelenni, mert az Angels Advocate-ről előzetesen megjelentetett két kislemez, az Up Out My Face és az Angels Cry nem váltotta be a várakozásokat.

### 2010–2014: Merry Christmas II You and Me. I Am Mariah... The Elusive Chanteuse
2010 februárjában a 100% című dalt, melyet eredetileg a Precious című filmhez írt, majd az Angels Advocate-en is megjelentetni tervezett, megjelentette a 2010-es téli olimpia alkalmából, az amerikai csapat támogatására.
A remixalbumok megjelenésének lemondását követően bejelentették, hogy Carey elkezdett dolgozni új albumán és második karácsonyi albumán is. Utóbbi 2010 végén jelenik meg. David LaChappelle divatfotós április 24-én azt nyilatkozta a The Timesnak, hogy ő készíti az album borítófotóit. Az új stúdióalbum 2011 elején fog megjelenni, és dolgozik rajta Jermaine Dupri, Bryan-Michael Cox, Teddy Riley, Johnta Austin és Randy Jackson is. Az album készítéséről Dupri Living the Life videóblogja is beszámol. Dupri bejelentette, hogy az album első kislemeze már év végén megjelenik.
A karácsonyi album megjelenési dátumát (november 2.) az Island Def Jam vezérigazgatója, Matt Voss jelentette be 2010 augusztusában Szöulban. A Merry Christmas II You albumon hagyományos karácsonyi dalok feldolgozása mellett hat új dal és a klasszikus All I Want for Christmas Is You egy remixe szerepel. Carey együtt dolgozott rajta többek közt Marc Shaiman Broadway-producerrel is.
2010. október 28-án Carey megerősítette, hogy Nick és ő első gyermeküket várják. A hírt sokáig igyekezett titokban tartani. Azt is elmondta, hogy egy korábbi terhessége 2008-ban vetéléssel végződött. Az ikrek – egy lány és egy fiú – 2011. április 30-án születtek meg Los Angelesben.
Az ikrek nevét május 4-én hozták nyilvánosságra, a lány a Monroe Cannon, a fiú a Moroccan Scott Cannon nevet kapta. A „Moroccan” ('marokkói') név onnan jött, hogy Mariah New York-i lakásának egy része marokkói stílusban van berendezve, és Nick itt kérte meg Mariah kezét. A „Scott” Nick Cannon középső neve és nagymamájának vezetékneve. Monroe-t a Mariah által csodált Marilyn Monroe-ról nevezték el, második keresztnevet azért nem kapott, mert Mariah-nak sincs.
2013. május 6-án megjelent Carey következő albumának első kislemeze, a #Beautiful, egy duett Miguellel. A dal a 15. helyet érte el a Billboard Hot 100-on. Október 14-én újabb dalt tett közzé Facebookján, The Art of Letting Go címmel, mely az album eredeti címe lett volna. Egy újabb kislemez, a You're Mine (Eternal) megjelenése után bejelentették, hogy az album címe nem The Art of Letting Go lesz; végül Me. I Am Mariah… The Elusive Chanteuse címmel jelent meg 2014. május 27-én.
2014 augusztusában Nick Cannon megerősítette, hogy feleségével pár hónapja már külön élnek; a válókeresetet Cannon decemberben adta be, hat és fél év házasság után.

### 2015–2017: 1. helyezett az Infinity rezidenciájában, televíziós és filmes projektek
2015. január 15-én Carey bejelentette Las Vegas-i koncertsorozatát. Január 30-án bejelentették, hogy otthagyja a Universal Music Group Def Jam Recordings kiadóját, és újra a Sonyval szerződik le, az Epic Recordson keresztül. A vegasi koncertsorozattal egyidőben megjelentette új válogatásalbumát, #1 to Infinity címmel; az albumon eddigi tizennyolc Billboard Hot 100 listavezető dala, és egy új dal, az Infinity szerepel, ami április 27-én kislemezként is megjelent.
Carey 2015 októberében kezdte meg az A Christmas Melody című karácsonyi tévéfilm forgatását, melynek ő a rendezője és szerepel is benne, egy zenetanárt alakít.
Mariah 2016-ban feltűnt az Empire című sorozatban.
2015 decemberében Carey bejelentette a The Sweet Sweet Fantasy Tour-t , amely összesen 27 dátumot ölelt fel 2016 márciusától kezdődően, 13 év után Carey első nagyobb európai turnéját. Négy állomáson dél-afrikai bemutatók is szerepeltek. A turné 30,3 millió dollárt hozott.
2016. március 15-én Carey bejelentette, hogy forgatja a Mariah 's World című dokumentumsorozatot az E! Sweet Sweet Fantasy turnéját és esküvői tervezési folyamatát dokumentáló hálózat. Carey a The New York Timesnak azt mondta : "Úgy gondoltam, ez egy jó lehetőség lenne, hogy megmutassam a személyiségemet és azt, hogy ki vagyok, bár úgy érzem, az igazi rajongóimnak fogalmuk van arról, hogy ki vagyok... az embereknek van félreértésük erről és arról." A sorozat premierje 2016. december 4-én volt. Carey vendégszerepelt az Empire című zenés drámában , egy Kitty nevű szupersztár énekesnőként, és énekelte az "Infamous" című dalt Jussie Smollett közreműködésével. 2016. december 5-én Carey részt vett a VH1 Divas Holiday: Unsilent Night jótékonysági koncertjén Vanessa Williams , Chaka Khan , Patti LaBelle és Teyana Taylor mellett .2016. december 31-én Carey fellépése a Dick Clark szilveszteri rockin estéjén a Times Square-en világszerte figyelemre méltó, miután a technikai nehézségek miatt fülmonitorjai meghibásodtak, aminek következtében a The New York Times „előadásként” emlegetett. vonatbaleset." Azt mondta, hogy az okozta a szerencsétlenséget, hogy nem tudta hallani a zenét a fülbe épített hallási visszajelzés nélkül. Carey képviselői és a Dick Clark Productions egymást hibáztatták.
2017. február 3-án Carey kiadta az " I Don't " című kislemezt YG közreműködésével. Még abban a hónapban Gotham City polgármesterét hangoztatta a Lego Batman Movie című animációs filmben. 2017 júliusában Carey szerepelt a Girls Trip című vígjátékban, és turnéra indult Lionel Richie-vel, melynek címe: All the Hits Tour. A French Montana " Unforgettable " című kislemezének hivatalos remixében is szerepelt Swae Lee mellett. 2017 októberében Carey kiadott egy új filmzenét, a " The Star "-t az azonos nevű filmhez. A filmben egy Rebecca nevű tyúkot is megszólaltatta. A dalt jelölték a legjobb eredeti dal kategóriában a 75. Golden Globe Awards -on. Carey emellett kifejlesztett egy animációs karácsonyi filmet, Mariah Carey All I Want For Christmas Is You című filmjét , amelyhez egy eredeti dalt vett fel "Lil' Snowman" címmel. A filmet 2017. november 14-én mutatták be direkt videóra. 2017. december 31-én Carey visszatért, hogy fellépjen Dick Clark Szilveszter Rockin' Eve- jén , miután a technikai nehézségek akadályozták korábbi fellépését. amit a The New York Times "a popkultúra megváltásának televíziózásra készült cselekményeként" jellemez.

### 2018–2024: Caution, The Meaning of Mariah Carey és évfordulós album újrakiadások
2018 júliusában Carey új Las Vegas-i rezidenciába kezdett, a The Butterfly Returns-ba , amely a kritikusoktól elismerést kapott. Az első 12 fellépése 2018-ban 3,6 millió dollár bevételt hozott, a dátumok később 2019-re és 2020-ra is kiterjedtek. A rezidencia után Carey elindult Mariah Carey: Live in Concert turnéján Ázsiában, majd visszatért Európába. az All I Want for Christmas Is You koncertsorozata. 2018 szeptemberében Carey bejelentette, hogy még ebben az évben kiadja tizenötödik stúdióalbumát.  A projektet a " GTFO " című új dal megjelenése mellett jelentették be, amelyet 2018. szeptember 21-én adott elő, amikor a 2018-as iHeartRadio Music Festival főszereplője volt. Az album vezető kislemeze, a " With You " októberben jelent meg, és először a 2018-as American Music Awards -on adták elő. A 2005-ös We Belong Together óta ez lett Carey legmagasabb rangú nem ünnepi dala a US Adult Contemporary listán. Ezt követte egy második kislemez, az " A No No ". A Caution című album 2018. november 16-án jelent meg, és egyetemes elismerést kapott a kritikusoktól. 2018 decemberéig az album számos év végi listán szerepelt zenekritikusok és publikációk által.
2019 februárjában Carey elindította a Caution World Tour-t az album támogatására. Később, 2019-ben Carey egy sor üzleti és televíziós vállalkozásba kezdett. 2019. szeptember 18-án Carey kiadta az In the Mix című dalt, amely az ABC Mixed-ish című sitcom főcímdala. 2019. november 1-jén Carey újra kiadta Merry Christmas című ünnepi albumát a 25. évforduló alkalmából. Az albumcsomag tartalmazta az eredeti albumot és egy másik lemezt, amely Carey 1994-es St. John the Divine Church-beli koncertjének élő előadásait, a Merry Christmas II You számos számát , valamint más önálló kislemezeket tartalmazott, mint például a "Lil Snowman" és a " A csillag". 2019. december 5-én bejelentették, hogy Mariah Carey karácsony van! , amely felvázolja az "All I Want for Christmas Is You" létrehozását és későbbi kulturális hagyatékát, amelyet az Amazon Music-on kellett készíteni és sugározni; a premier még abban a hónapban volt. Ugyanebben az évben a Billboard Hot 100 első helyére tetőzött dal végül Carey tizenkilencedik toplistájává vált az Egyesült Államokban.
2020 januárjában bejelentették, hogy Carey bekerül a Dalszerzők Hírességek Csarnokába. Carey 2020-ig ünnepelte bemutatkozó albumának 30. évfordulóját az "#MC30" nevű promóciós kampányban. Az első kiadás a The Live Debut – 1990 című élő EP-ből állt, amely 2020. július 17-én jelent meg. A Michaela Angela Davisszel közösen írt emlékirata, a The Meaning of Mariah Carey szeptemberben jelent meg ugyanabban az évben. Az emlékirat megjelenése első hetét követően a The New York Times Bestseller listáján az első helyre került . 2020. október 2-án Carey kiadott egy válogatásalbumot The Rarities címmel , amely ritka és kiadatlan dalokat tartalmaz, amelyeket Carey karrierje különböző szakaszaiban vett fel. Dalai között szerepelt a " Save the Day " Lauryn Hill közreműködésével és Irene Cara " Out Here on My Own " című számának feldolgozása. Október végén Carey szerepelt Busta Rhymes „ Where I Belong ” című kislemezében. Carey 2020-as karácsonyi különlegessége , a Mariah Carey varázslatos karácsonyi különlegessége 2020. december 4-én mutatták be az Apple TV+ -on , hangsávval együtt. Carey 2010-es „ Oh Santa! ” dalának új verziója , Ariana Grande és Jennifer Hudson közreműködésével , ugyanazon a napon jelent meg kislemezként. Az "All I Want for Christmas Is You" abban a hónapban először került az Egyesült Királyság slágerlistájának élére, ezzel a harmadik helyen végzett az országban, és példátlanul 69 hetet töltött el a top 40-ben, mielőtt elérte a csúcsot.
2021 júliusában Carey szerepelt Jimmy Jam és Terry Lewis Jam & Lewis: Volume One című debütáló stúdióalbumáról a Somewhat Loved című számban. 2021. november 5-én Carey kiadta a Fall in Love at Christmas című dalát , amelyben Khalid és Kirk Franklin szerepel. A kislemezt a második karácsonyi különlegességén, a Mariah's Christmas: The Magic Continues című számon adták elő. 2022 márciusában Carey DJ Khaled mellett szerepelt Latto „ Big Energy ” című kislemezének remixén, amely Carey 1995-ös „Fantasy” című kislemezét interpolálja. Áprilisban megjelent a MasterClass online énektanfolyama , amelyben Carey énekedzőként dolgozott. 2022. szeptember 16-án megjelent a Butterfly bővített változata az album 25. évfordulójára. Novemberben Carey kiadott egy gyerekeknek szóló képeskönyvet The Christmas Princess címmel , amelyet Michaela Angela Davisszel közösen írt és Fuuji Takashi illusztrált. 2022 decemberében Carey két pár fellépést adott a torontói Scotiabank Arénában és a New York -i Madison Square Gardenben. Carey a Some Like It Hot társproducereként is közreműködött a Broadway színházában , amely az 1959-es Some Like It Hot vígjáték alapján készült musical. Ezzel jelölték a legjobb musicalnek járó Tony-díjra.
2023 februárjában a 2009-es „ It's a Wrap ” szám újjáéledt a TikTokon, ami arra késztette Careyt, hogy kiadjon egy EP-t a dalhoz, amely egy új, felgyorsított verziót is tartalmazott. 2023. szeptember 8-án kiadta a Music Box deluxe verzióját az album harmincadik évfordulója alkalmából. Terry Hunter "Workin Hard" című remixét , amely a deluxe albumon szerepelt, jelölték a legjobb nem klasszikus remixelt felvétel kategóriában a 66. éves Grammy-díjátadón. Carey 16 napos koncertkörútjára indult, a Merry Christmas One and All! , amely 2023. november 15. és december 17. között futott az Egyesült Államokban.  A turné körülbelül 30 millió dollár bevételt hozott, és több mint 200 000 jegyet adtak el.
2024. február 16-án Carey szerepelt Ariana Grande " Yes, And? " című kislemezének remixén, amely Grande hetedik stúdióalbumának, az Eternal Sunshine -nak a "kissé deluxe" kiadásában szerepelt. Április 12-én Carey új rezidenciát kezdett a Las Vegas- i Dolby Live- ban The Celebration of Mimi címmel. Május 21-én Carey megjelent Muni Long " Made for Me " című dalának remixén. Júniusban Carey megjelentette a Rainbow bővített kiadását, hogy egybeessen a huszonötödik évfordulójával. Az újrakiadás reklámozása közben azt mondta, hogy új zenén dolgoznak. 2024. november 6-án Carey elindult Mariah Carey Christmas Time turnéjára, hogy megünnepelje a Merry Christmas 30. évfordulóját. A következő december 17-én zárul. Megjelent a Merry Christmas harmincadik évfordulós kiadása is. 

### 2025: Here for It All
2025. május 30-án Carey kiadta a The Emancipation of Mimi című könyvének huszadik évfordulós kiadását is. 2025. június 6-án Carey kiadta a "Type Dangerous" című kislemezt, a közelgő tizenhatodik stúdióalbumának vezető kislemezét, amely az első kiadványa lesz a Gamma kiadó gondozásában egy többalbumos megállapodás részeként. Carey a megállapodást úgy jellemezte, mint "valami olyasmi része, ami tiszteleg az örökség előtt, miközben feszegeti a határokat", valamint "a saját történetemet vállalom és szabadon alkotok a saját feltételeim szerint". A dal a 95. helyen debütált a Billboard Hot 100-as listáján, amivel Carey az 50. helyet szerezte meg a listán. A dalt először a 2025-ös BET Awards díjátadón adta elő, ugyanazon az estén, amikor átvehette a BET Ultimate Icon Award díjat. 2025. június 9-én Carey közösségi oldalán beharangozta a "Type Dangerous" című kislemezének videóklipjét, és bejelentette, hogy a megjelenés dátuma 2025. június 13-a lesz. A videóklip premierje 2025. június 14-én, déli 12 órakor volt (PST), egy nappal később pedig Carey volt a fő fellépő a Capital's Summertime Ball fesztiválon a Wembley Stadionban Benson Boone, Lola Young és Reneé Rapp oldalán. 2025. június 27-én Carey szerepelt Barbra Streisand The Secret of Life: Partners, Volume Two című albumán Streisanddal és Ariana Grande-val együtt a "One Heart, One Voice" című számban. A következő hónapban közösségi oldalán mutatta be második kislemezét, a "Sugar Sweet"-et, az albumhoz készült előzetes videóval együtt. 2025. július 25-én Carey kiadta a "Sugar Sweet" című albumot, amelyben Kehlani és Shenseea is közreműködött.

## Színészi karrierje
Carey 1997-ben kezdett színészleckéket venni, és már a következő évben jelentkezett filmszerepekre. Első szerepe az 1999-ben bemutatott The Bachelor című romantikus vígjátékban volt, ahol egy operaénekesnőt alakított. A CNN negatív kritikával illette.
Első főszerepét a Glitter című filmben kapta 2001-ben. Ebben egy énekesnőt játszik, aki a hírnév felé tart az 1980-as években és sikerül befutnia, miután találkozik egy DJ-vel (őt Max Beesley alakítja), akivel romantikus kapcsolatot kezd. Ez a filmje is negatív kritikákat kapott, pénzügyileg is bukás volt, és Carey Arany Málnát kapott mint legrosszabb színésznő. Később azt mondta a filmről: „eredetileg tartalmasnak indult, de végül tízéveseknek való lett. Sok komolyság elveszett belőle [...] kicsúszott a kezemből az irányítás.”
Carey, Mira Sorvino és Melora Walters pincérnőket alakítottak egy, a maffia által üzemeltetett étteremben a 2002-ben bemutatott WiseGirls című független filmben. A filmet bemutatták a Sundance Filmfesztiválon, de az Egyesült Államokban mozikban nem mutatták be, csak kábeltévén. A kritikusok ezúttal dicsérték Carey alakítását. A WiseGirls producere, Anthony Esposito 2006-ban szerepet osztott Careyre a The Sweet Science című filmben, ami egy bokszolónőről szól, de a film nem készült el.
Carey és több más zenész is megjelent Damon Dash 2003-as Death of a Dynasty és 2005-ös State Property 2 című független filmjében. Televíziós szereplése az Ally McBeal egy epizódjára korlátozódik, amit 2002 januárjában mutattak be. Carey rövid szerepet kapott Adam Sandler 2008-ban bemutatott You Don't Mess with the Zohan című filmjében is, ahol saját magát alakítja.
2006-ban a Tennessee című független filmben kapott szerepet. Afilmben, melyet 2008-ban mutattak be, egy énekesnőt alakít, aki megszökik durva férjétől és két fivérével együtt elindul megkeresni régen látott apjukat. Maga a film vegyes kritikát kapott, de Carey alakítását a legtöbben dicsérték.
2009-ben szociális munkást alakított a Precious című filmben, ami Sapphire 1996-ban megjelent, Push című regényén alapul. A film és Carey alakítása is pozitív kritikákat kapott. A Precious díjakat kapott a Sundance Filmfesztiválon és a Torontói Nemzetközi Filmfesztiválon is. 2010 januárjában a Palm Springs-i Nemzetközi Filmfesztiválon Carey megkapta a legjobb áttörő alakításért járó díjat.
Carey szerepet vállalt a For Colored Girls Who Have Considered Suicide When the Rainbow Is Enuf című szndarabból készülő filmben, de orvosi okokra hivatkozva később kilépett.
Kisebb szerepe volt a 2013-ban bemutatott, A komornyik című történelmi drámában is, melyben a főszereplő, Cecil Gaines anyját alakította.

## Hatások
Carey azt mondta, gyermekkorától kezdve hatással voltak rá R&B- és soulénekesek, például Billie Holiday, Sarah Vaughan, Gladys Knight és Aretha Franklin. Zenéjében erős gospelhatás érződik, kedvenc gospelénekesei a The Clark Sisters, Shirley Caesar és Edwin Hawkins. Mikor elkezdett hiphop-elemeket építeni zenéjébe, születtek olyan feltételezések, hogy a stílus népszerűségét akarja kihasználni, Carey azonban elmondta a Newsweeknek, hogy fekete gyökerei miatt szereti. „Az emberek nem értik. Ezzel a zenével nőttem fel.” Kifejezte csodálatát több rapper iránt is (The Sugarhill Gang, Eric B. & Rakim, a Wu-Tang Clan, The Notorious B.I.G. és Mobb Deep, utóbbival együtt is dolgozott egyszer, a The Roof (Back in Time) című dalon 1998-ban).
Karrierje során hangja, stílusa és sikere miatt is gyakran hasonlították Whitney Houstonhoz és Celine Dionhoz. Ők Garry Mulholland szerint „virtuóz vokalisták, akik a slágerlistákat megcélzó popzenét érett stílussal keverik”. A She Bop II: The Definitive History of Women in Rock, Pop and Soul című, 2002-ben megjelent könyvben Lucy O'Brien úgy írja le Careyt, Houstont és Diont, mint akik „tökéletesre vannak retusálva”. Carey, amikor az 1990-es évek végén zenei stílust váltott és merészebb ruhákat kezdett hordani, ettől az imázstól próbált eltávolodni, és korábbi munkáit giccsesnek is nevezte. Többen felhívták rá a figyelmet, hogy Houstontól és Diontól eltérően Carey saját maga írja a dalait. A Guinness Rockopedia (1998) „tökéletes énekesmadár”-nak nevezte.
Többször is vádolták plágiummal, de a legtöbb ilyen eset peren kívüli megegyezéssel zárult.

### Hangja
Mariah Carey hangterjedelme öt oktáv, a négyvonalas gisz-ig terjed. A kritikusok karrierje során rengeteget dicsérték koloratúra magasságait, bár Carey saját állítása szerint eredendően mezzoszoprán volt, magasságait rengeteg gyakorlással tökéletesítette. Jim Farber zenekritikus, a Daily News munkatársa kijelentette, hogy Carey hangterjedelme „elég széles ahhoz, hogy minden oktáv beleférjen az legmélyebb hangtól a legmagasabbig, és könnyedén képes mozogni szerepei között”. Jellegzetessége, hogy képes flageolettregiszterben énekelni. Malcolm Walker francia-amerikai bariton, a Conservatoire de Paris professzora azt mondta Carey hangjáról, hogy az alsó regiszterben fáradt és nem egyenletes, a felső regisztere pedig nagyon jó. „Könnyedén tér át a fejhangra, ami az igazi hangja. A felső regiszter sokkal egészségesebb, mint az alsó regiszter. Aztán ott vannak a hajlítások. Ez a hangja csúcsa, a gyémánt.” Carey azt mondta, Minnie Riperton volt a legnagyobb hatással énektechnikájára, és már nagyon fiatalon is az ő magas hangjait próbálta utánozni, így hangterjedelme szélesebbé vált. 2003-ban az MTV és a Blender magazin A zene 22 legnagyszerűbb hangja listáján egy online szavazás alapján az első helyre került. Carey azt nyilatkozta: „Ez valójában azt jelenti, hogy az MTV-nemzedék hangja. Természetesen hatalmas bók, de nem érzem, hogy igaz lenne rám.”
Sasha Frere-Jones ezt írja Carey hangjáról: „Hangjának vad tisztasága a popzene színházi vonalába sorolja, Barbra Streisand és társai közé, de Carey nem a Broadwayre való, és nem is különösebben fehér. Lényegét tekintve R&B-énekes, akinek gyökerei a gospelbe, a soulzenébe és különösen a hiphopba nyúlnak vissza, és a melizma mestere is. (...) A Vision of Love a melizma Magna Cartája. Whitney Houston tette népszerűvé, de Carey óta lett szinte kötelező R&B-énekesek és az American Idol jelentkezői számára. [...] [A Vision of Love] pár hangjegynyi gyönyörű melizmával kezdődik, mintha Carey bemelegítene, és két nagyon hangos melizmával ér véget, az egyik az « all » szó a cappella elnyújtása. (...) Carey hangja szinte minden sornál változik, acélos erejűtől vibráló morgásig, majd párás susogásig.

### Témái és zenei stílusa
Legtöbb dalszövege szerelmi témájú, de írt már olyan témákról is, mint a rasszizmus és társadalmi elidegenedés (There’s Got to Be a Way, Outside), halál (The Wind, Bye Bye, Sunflowers for Alfred Roy) és vallás/spiritualitás (My Saving Grace, Fly Like a Bird, I Wish You Well). Carey állítása szerint zenéje nagy részben önéletrajzi, bár pályája korai részében, amikor még nem kapott teljes irányítást a karrierje fölött, a Time magazin egyszer azt írta róla, zenéje mintha nélkülözné azt a drámát és szenvedélyt, amiben életében része volt. A The Village Voice 2001-ben azt írta, hogy ebben a tekintetben Carey még mindig nem kerül előnyös fénybe, ha olyanokkal hasonlítják össze, mint például Mary J. Blige, mert „az új R&B nagyobb érzelmi skálát igényel, ügyesebb költészetet, erőteljesebben belülről jövő bizonyságtételt és kevesebb fölösleges hangjegyet.”
Carey zenéje nagy mértékben használ elektronikus hangszereket, például szintetizátorokat. Több dalában hallható zongora, ő maga is tanult zongorázni hatéves korában. Carey nem tud kottát olvasni, és dalszerzésként szívesebben dolgozik együtt zongoristával; úgy érzi, így a legkönnyebb nem szokványos dallamokkal kísérletezni. Hatással volt rá többek közt Stevie Wonder, akit Carey egyszer a huszadik század zsenijének nevezett, de azt is mondta, hogy „az én hangszerem az énekhangom, mindig is az volt.”
Carey már pályafutása elején elkezdett remixeket készíttetni dalaiból, és nagy szerepet játszott annak elterjedésében, hogy újra felénekli hozzájuk a dalt. David Morales DJ többször is dolgozott Mariah-val, először 1993-ban a Dreamlover remixén, ami népszerűsítette a popdalok house stílusú remixelését. Ezt a remixet a Slant magazin minden idők egyik legjobb dance-felvételének nevezte. Az 1995-ben megjelent Fantasyvel kezdődően Carey hiphop- és house-producereket is felkért albumai dalainak remixelésére. Az Entertainment Weekly egy 1995-ben készített, Carey legnagyszerűbb dalait felsoroló listájára a Fantasy két remixe is felkerült: a Morales készítette, National Dance Music díjas remix, valamint a Sean Combs-féle hiphopremix, amelyben Ol' Dirty Bastard rapper is közreműködik. Utóbbit gyakran tartják mérföldkőnek a popzenében azzal, hogy népszerűvé tette a pop/hiphop-keveréket, a rapbetétek alkalmazását popdalokban, ami a 2000-es években is folytatódik. Combs szerint Mariah „tudja, milyen fontosak a mixek, ezért úgy érezheted, hogy olyan előadóval dolgozol, aki elismeri a munkádat; olyannal, aki szeretné, ha kihoznál magadból valamit.” Carey továbbra is gyakran dolgozik olyan producerekkel, mint például Morales, Jermaine Dupri, Junior Vasquez és DJ Clue, és több remixében is szerepel vendégrapper. Az amerikai éjszakai szórakozóhelyeken népszerű dance remixek, melyek gyakran radikálisan eltérnek a dal albumváltozatától, időnként még az albumváltozatnál is nagyobb sikert aratnak a slágerlistákon.

## Filantróp és egyéb tevékenysége
Carey több jótékonysági szervezetet is támogat, köztük az egyik a Fresh Air Fund, mellyel már az 1990-es évek eleje óta együttműködik. A szervezettel együtt alapította a róla elnevezett Camp Mariah tábort a New York állambeli Fishkillben. A tábor célja, hogy lehetőséget nyújtson belvárosi gyerekeknek a művészet és karrierlehetőségek megismerésére. Az ifjúságért végzett jótékonysági munkájáért a Kongresszustól is díjat kapott (Congressional Horizon Award). Szintén támogatja a Make-a-Wish Foundationt, amely halálos betegségekkel küzdő gyermekek kívánságait teljesíti. 2006 novemberében az alapítvány is díjazta ezért.
Carey adakozott a New York-i Presbiteriánus Kórház nőgyógyászati részlegének is. Az MTV Unplugged bevételének egy részét jótékonysági célra ajánlotta fel. 2008-ban a World Hunger Relief Movement éhezés ellen küzdő szervezet nagykövetévé nevezte ki Careyt. Az énekesnő ingyen letölthetővé tette Love Story című dalát (az E=MC² albumról) az adakozók számára.
Egyik legnevezetesebb jótékonysági fellépése a VH1 1998-ban rendezett Divas Live koncertjén volt, ahol több más énekesnővel együtt a Save the Music Alapítványt támogatta. A koncert nagy sikert aratott, és Carey a későbbi, Divas 2000 rendezvényen is fellépett. 2007-ben, tizedik gáláján az alapítvány kifejezte megbecsülését Carey iránt, amiért már megalakulásuk óta mellettük áll A szeptember 11-ei terrortámadás után Carey fellépett az America: A Tribute to Heroes című tévéműsorban, decemberben pedig a koszovói békefenntartók előtt lépett fel. Ő volt a házigazdája a CBS At Home for the Holidays című műsorának, ami örökbefogadott gyermekekről és családjukról szóló igaz történeteket mutatott be. Együttműködött a New York-i gyermekvédelmi szolgálattal is. 2005-ben fellépett a londoni Live 8 koncerten, majd a Katrina hurrikán áldozatainak megsegítésére rendezett Shelter from the Storm tévéműsorban. 2008 augusztusában más énekesekkel együtt felénekelte a Just Stand Up című dalt, melynek producerei Babyface és L. A. Reid. Bevételeit a rák elleni küzdelemre fordítják. A dalt szeptember 5-én az énekesek élőben is előadták egy tévéműsorban.
Karrierje elején Mariah nem volt hajlandó reklámokban megjelenni az Egyesült Államokban, és 2006-ig nem is szerepelt egyben sem, ekkor azonban részt vett az Intel Centrino személyi számítógép reklámhadjáratában, és tizenévesek részére ékszerkollekciót is megjelentetett Glamorized néven. Ez az amerikai Claire's és Icing üzletekben volt kapható. Ugyanebben az időszakban a Pepsivel és a Motorolával kötött szerződése részeként exkluzív csengőhangokat is felénekelt, köztük a Time of Your Life-ot. A Forbes magazin szerint Carey a hatodik leggazdagabb nő a szórakoztatóiparban, becsült vagyona 225 millió USD. Carey az 1990-es évektől kezdve több videóklipjének rendezője vagy társrendezője is; a Slant magazin a The Roof (Back in Time) klipjét, melyet Carey és Diane Martel rendeztek, minden idők húsz legnagyobb videóklipje egyikének nevezte. 2008-ban Carey felkerült a Time magazin éves, a 100 legbefolyásosabb embert felsoroló listájára. 2010 januárjában bejelentette a Twitteren, hogy rosépezsgőt jelentet meg Angel Champagne márkanévvel.

### Parfümök
Miután szerződést írt alá az Elizabeth Arden kozmetikai céggel, Mariah 2007 szeptemberében megjelentette első saját parfümjét, M néven. A parfüm tervezésében is részt vett, nem csak nevét adta hozzá. Ezt további parfümök követték: 2008 augusztusában a Luscious Pink, 2009 augusztusában a Forever, 2010-ben pedig a Lollipop Bling sorozat, mely három parfümből áll, mindhárom Carey egy-egy dalának nevét viseli: Mine Again, Ribbon és Honey. Majd 2011-ben a Lollipop Splash kollekció, amely szintén három parfümből áll. A Lollipop Bling That Chick megjelenésével a Lollipop Bling sorozat négyre egészült ki. 2013-ban megjelent legújabb illata Dreams névvel.

## Diszkográfia
A kislemezeket lásd a főcikkben.
| - 1990: Mariah Carey - 1991: Emotions - 1993: Music Box - 1994: Merry Christmas - 1995: Daydream - 1997: Butterfly - 1999: Rainbow - 2001: Glitter - 2002: Charmbracelet - 2005: The Emancipation of Mimi - 2008: E=MC² - 2009: Memoirs of an Imperfect Angel - 2010: Merry Christmas II You - 2014: Me. I Am Mariah… The Elusive Chanteuse - 2018: Caution - 2025: Here for It All - 1992: MTV Unplugged (koncertalbum) - 1998: #1’s (válogatásalbum) - 2001: Greatest Hits (válogatásalbum) - 2003: The Remixes (remix- és válogatásalbum) - 2008: The Ballads (válogatásalbum) - 2015: #1 to Infinity (válogatásalbum) - 2020: The Rarities (korábban kiadatlan dalok és egy koncertfelvétel) - 1991: The First Vision - 1992: MTV Unplugged +3 - 1993: Here Is Mariah Carey - 1996: Fantasy: Mariah Carey at Madison Square Garden - 1999: Around the World - 1999: #1’s - 2007: The Adventures of Mimi | - 1990: Vision of Love - 1990: Love Takes Time - 1991: Someday - 1991: I Don’t Wanna Cry - 1991: Emotions - 1992: I’ll Be There - 1993: Dreamlover - 1993: Hero - 1995: Fantasy - 1995: One Sweet Day - 1996: Always Be My Baby - 1997: Honey - 1998: My All - 1999: Heartbreaker - 2000: Thank God I Found You - 2005: We Belong Together - 2005: Don’t Forget About Us - 2008: Touch My Body - 2019: All I Want for Christmas Is You |

## Turnék
- 1993: Music Box Tour
- 1996: Daydream World Tour
- 1998: Butterfly World Tour
- 2000: Rainbow World Tour
- 2003–2004: Charmbracelet World Tour: An Intimate Evening with Mariah Carey
- 2006: The Adventures of Mimi Tour
- 2009–2010: Angels Advocate Tour
- 2014: The Elusive Chanteuse Show
- 2016: The Sweet Sweet Fantasy Tour
- 2018: #1's Tour
- 2019: Caution World Tour

## Filmográfia
- The Bachelor (1999)
- Glitter (2001)
- Ally McBeal (Playing with Matches c. epizód, 2002)
- WiseGirls (2002)
- Death of a Dynasty (cameo, 2003)
- State Property 2 (2005)
- Tennessee (2008)
- Ne szórakozz Zohannal!
- Precious (2009)
- The Butler (2013)
- American Idol (2013-tól)